# Raphitoma concinna
Raphitoma concinna là một loài ốc biển, là động vật thân mềm chân bụng sống ở biển thuộc họ Conidae.

## Miêu tả
Loài này có vỏ dài 12 mm

## Phân bố
Loài này phân bố ở các vùng nước châu Âu và ở Địa Trung Hải (dọc theo Apulia và Hy Lạp) và ở Đại Tây Dương dọc theo Açores.